# 고려공산청년회
고려공산청년회(高麗共産靑年會)은 1925년 4월 18일 경성부 훈정동 박헌영의 집에서 김단야·조봉암 등과 비밀리에 조직된 공산주의 청년동맹 조직을 말한다. 약칭 고려공청이라고도 한다. 일제에 의해 치안유지법으로 탄압을 받아 해체와 재건을 반복하다가 1928년에 해체되었다.